# Капон, Хосе Луис
Хосе Луис Капон Гонсалес, известный как Капон (6 февраля 1948 — 29 марта 2020) — испанский футболист, который играл на позиции защитника. Большую часть карьеры провёл в «Атлетико Мадрид».

## Биография
Он начал свою спортивную карьеру в мадридском «Атлетико», сменив Исасио Кальеху на позиции правого защитника. Позже он также играл в центре обороны и даже в полузащите. 24 января 1971 года он дебютировал за «Атлетико Мадрид» в матче лиги против «Сельты». До момента своего ухода из клуба в 1980 году он сыграл 269 матчей за девять сезонов, в том числе 34 кубковых матча, 33 матча в еврокубках. Он также сыграл в финале Кубка европейских чемпионов 1974 с «Баварией». Несмотря на поражение испанцев со счётом 4:0 после переигровки, «Бавария» отказалась участвовать в Межконтинентальном кубке. В итоге Капон сыграл в двухматчевом противостоянии за Межконтинентальный кубок по футболу 1974 с «Индепендьенте» (победа по сумме матчей 2:1).
Капон сыграл 13 матчей за сборную Испании и забил один гол — 12 октября 1975 года в ворота Дании в рамках квалификации на чемпионат Европы 1976 (2:0).
На протяжении многих лет он вспоминал, что «лучше всего было выиграть Лигу [19]77 года на „Бернабеу“ и Межконтинентальный. Я сыграл в знаменитом полуфинальном матч [против „Селтика“ (0:0)] в Глазго в [19]74 году.»
25 ноября 1980 года на стадионе «Висенте Кальдерон» состоялся прощальный матч Капона. Матч был сыгран между «Атлетико Мадрид» и сборной Советского Союза. Капон провёл на поле лишь одну минуту и был заменён под овации трибун.
29 марта 2020 года было объявлено о смерти Капона от COVID-19.

## Достижения
- Чемпионат Испании: 1972/73, 1976/77
- Кубок Испании: 1975/76
- Кубок европейских чемпионов УЕФА (финалист): 1973/74
- Межконтинентальный кубок: 1974